# Batalhas inscritas no Arco do Triunfo
Esta é a lista das batalhas inscritas no Arco do Triunfo em Paris. Há um total de 158 batalhas travadas pela Primeira República Francesa (1792–1804) e pelo Primeiro Império Francês (1804–1814).
- 96 batalhas estão gravadas nas fachadas internas, sob os grandes arcos.
- 32 batalhas estão gravadas nas fachadas internas, sob os pequenos arcos.
- 30 batalhas estão gravadas nas fachadas externas, no ático.

Ver também a lista dos nomes inscritos no Arco do Triunfo.

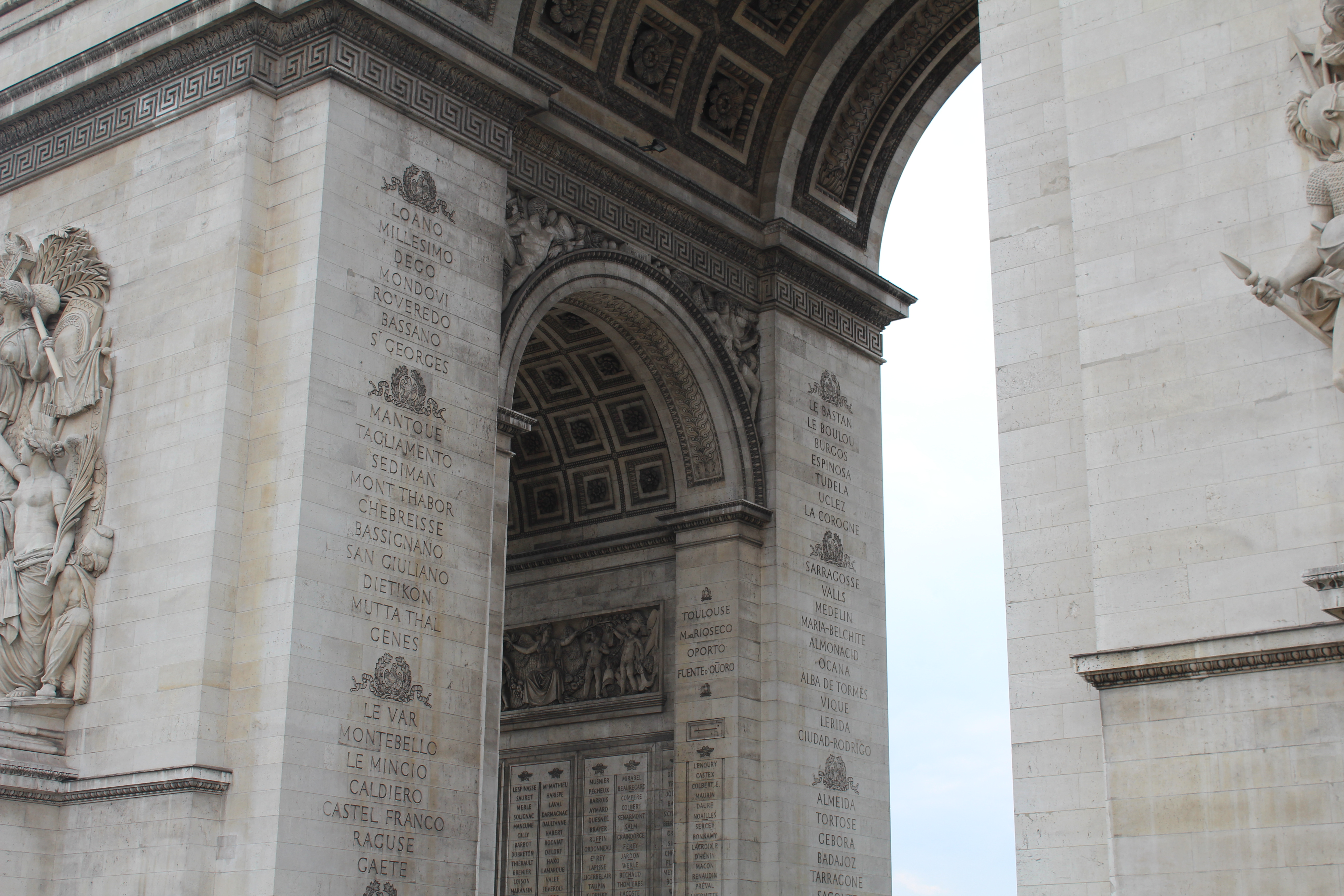
Grandes arcos 96 batalhas
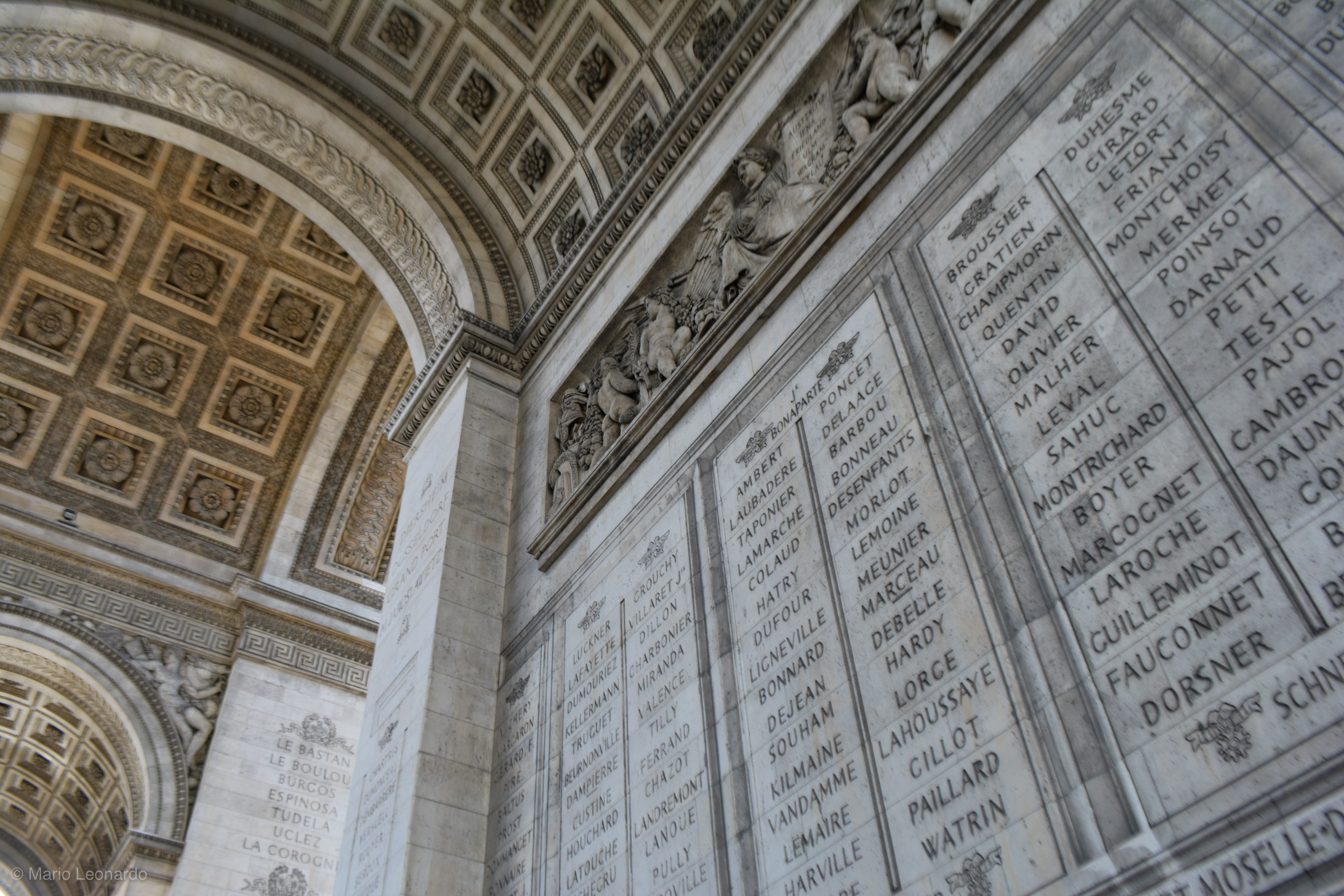
Pequenos arcos 32 batalhas
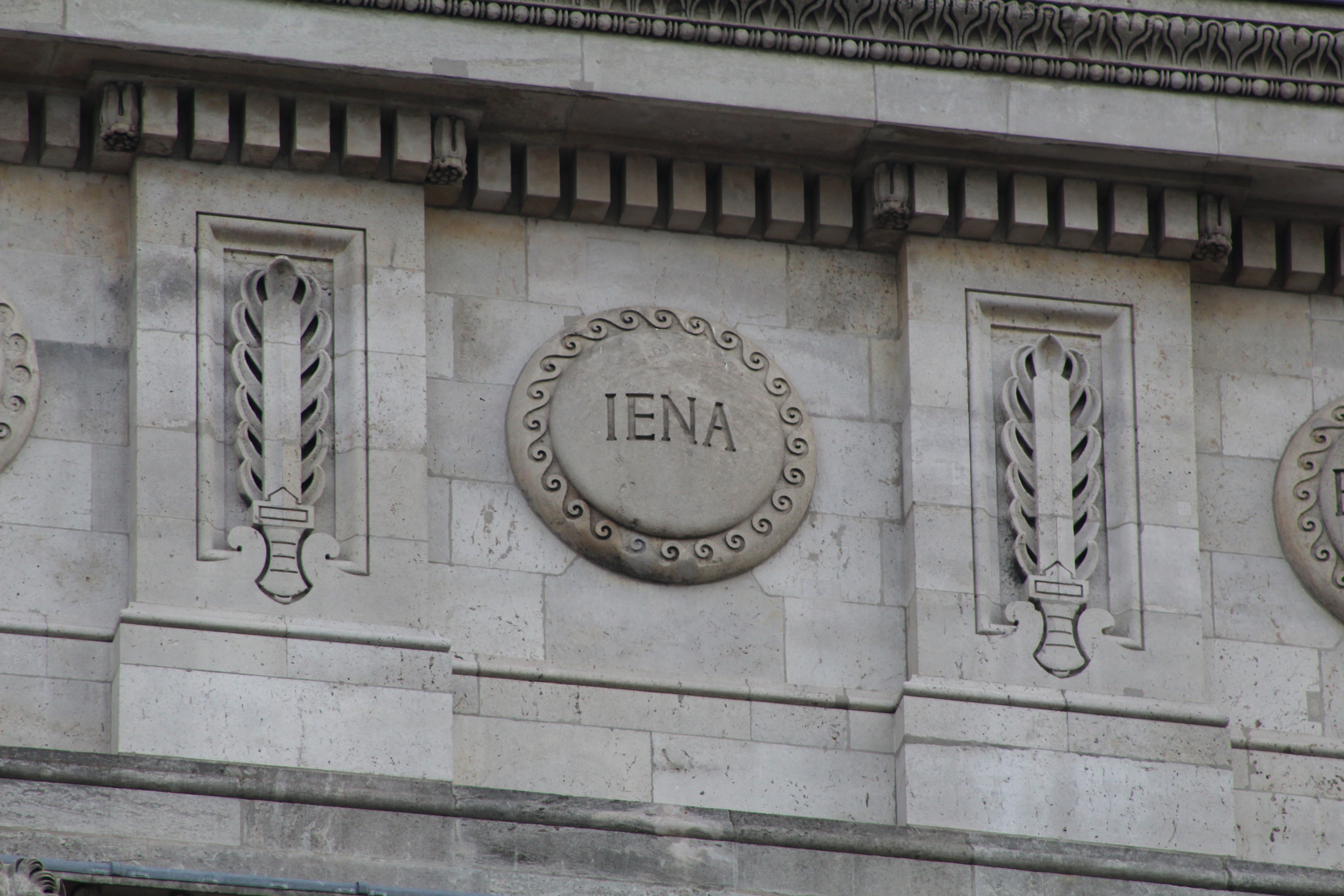
Ático 30 batalhas

## Grandes arcos

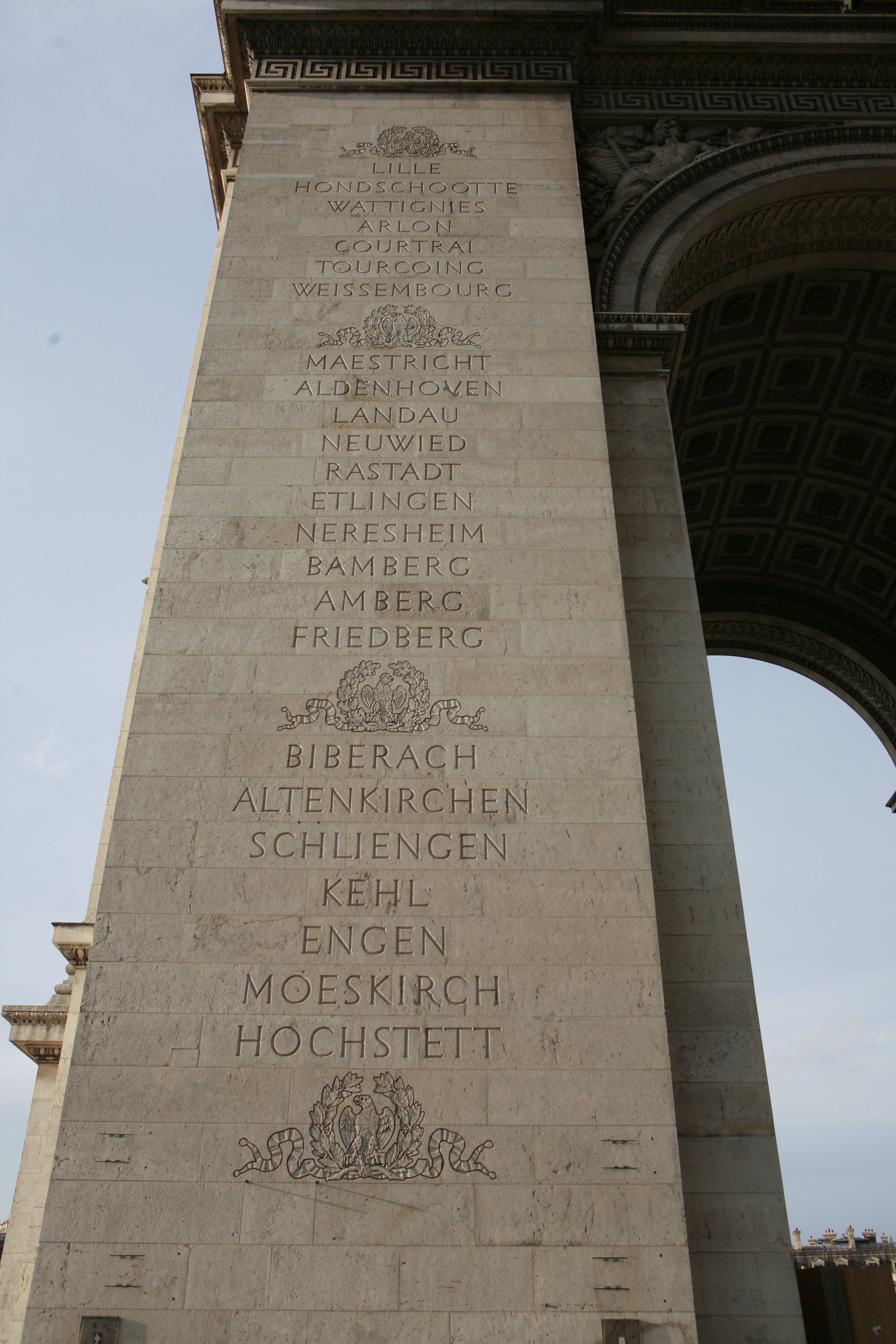
Pilar norte
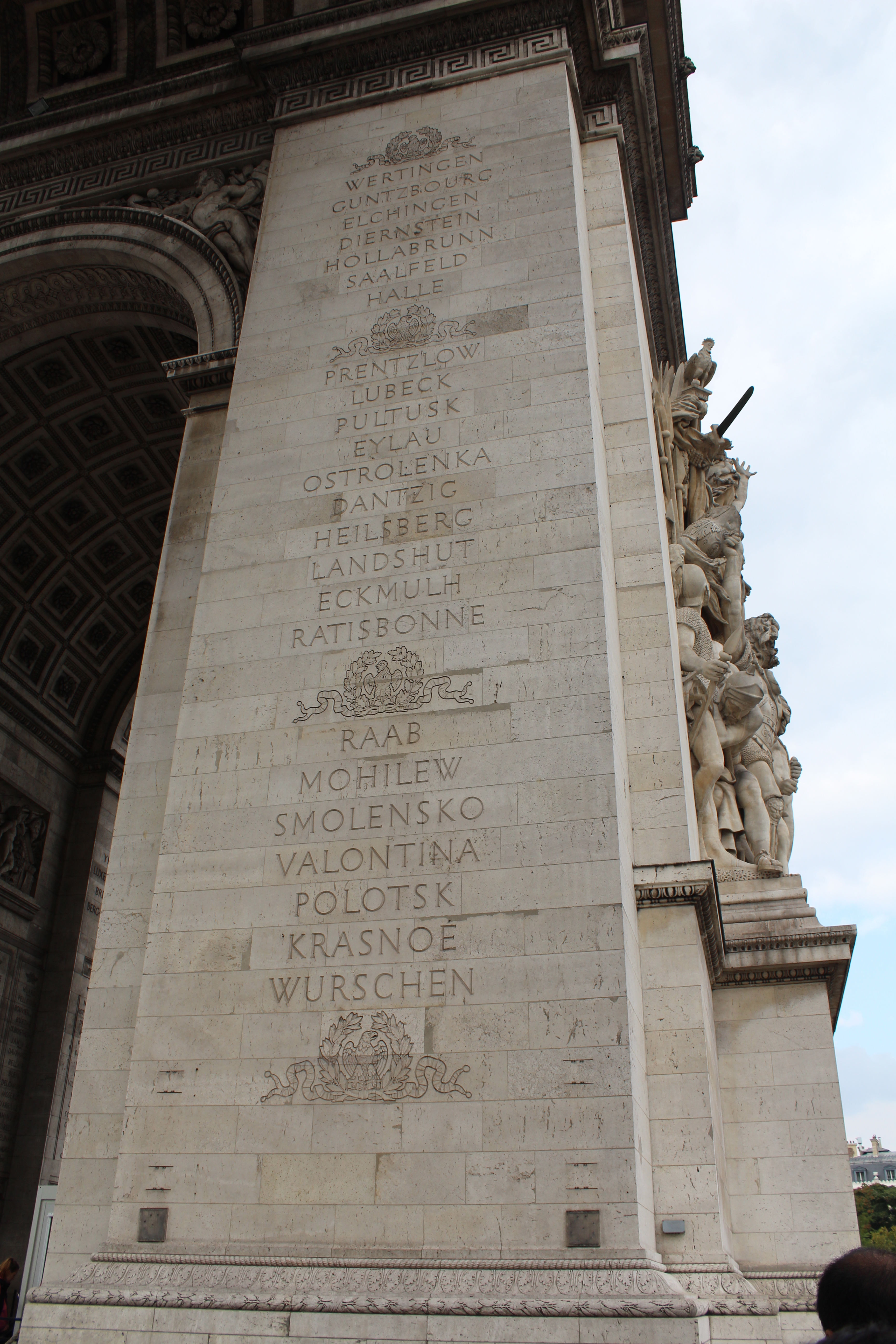
Pilar leste
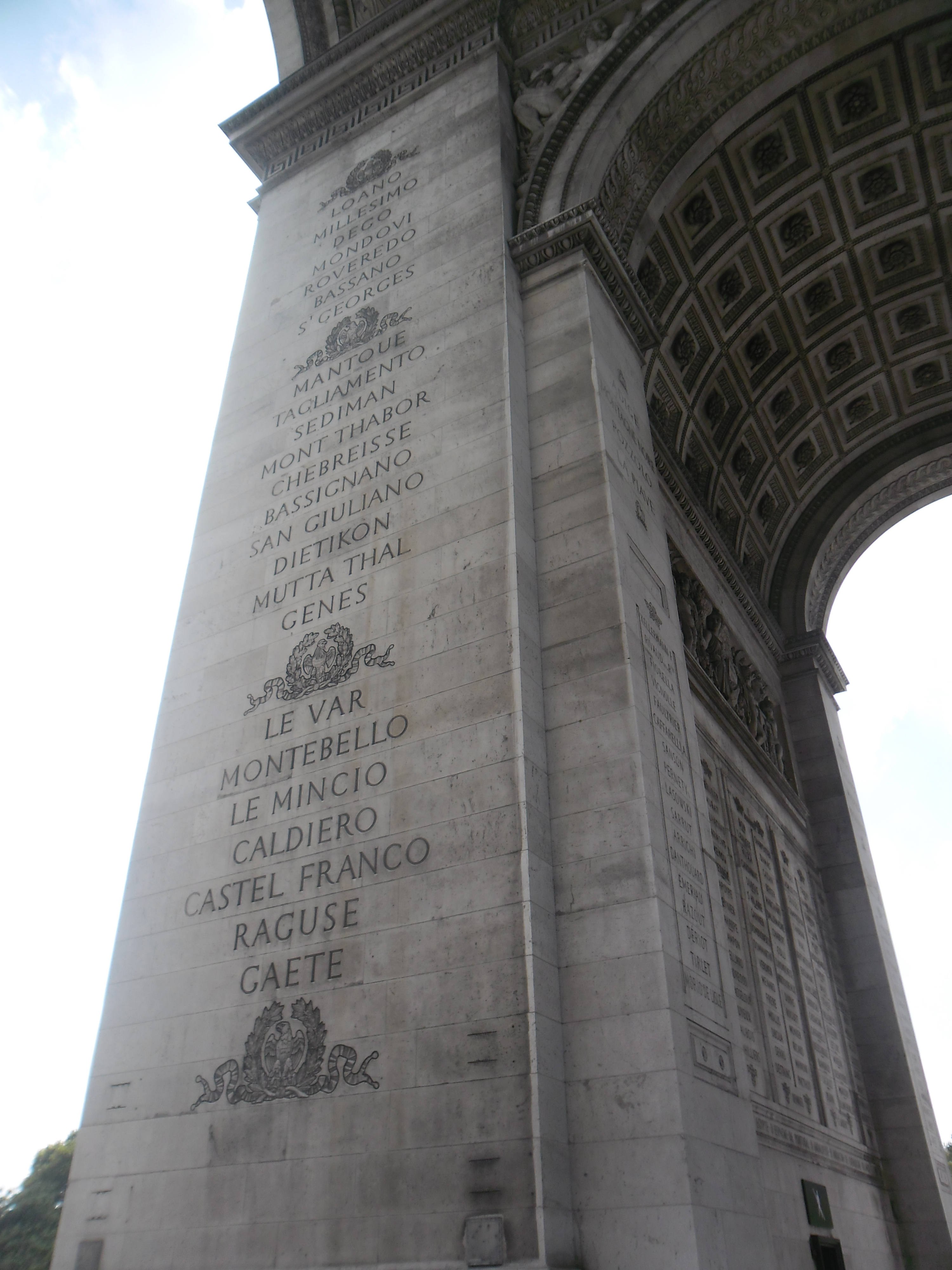
Pilar sul
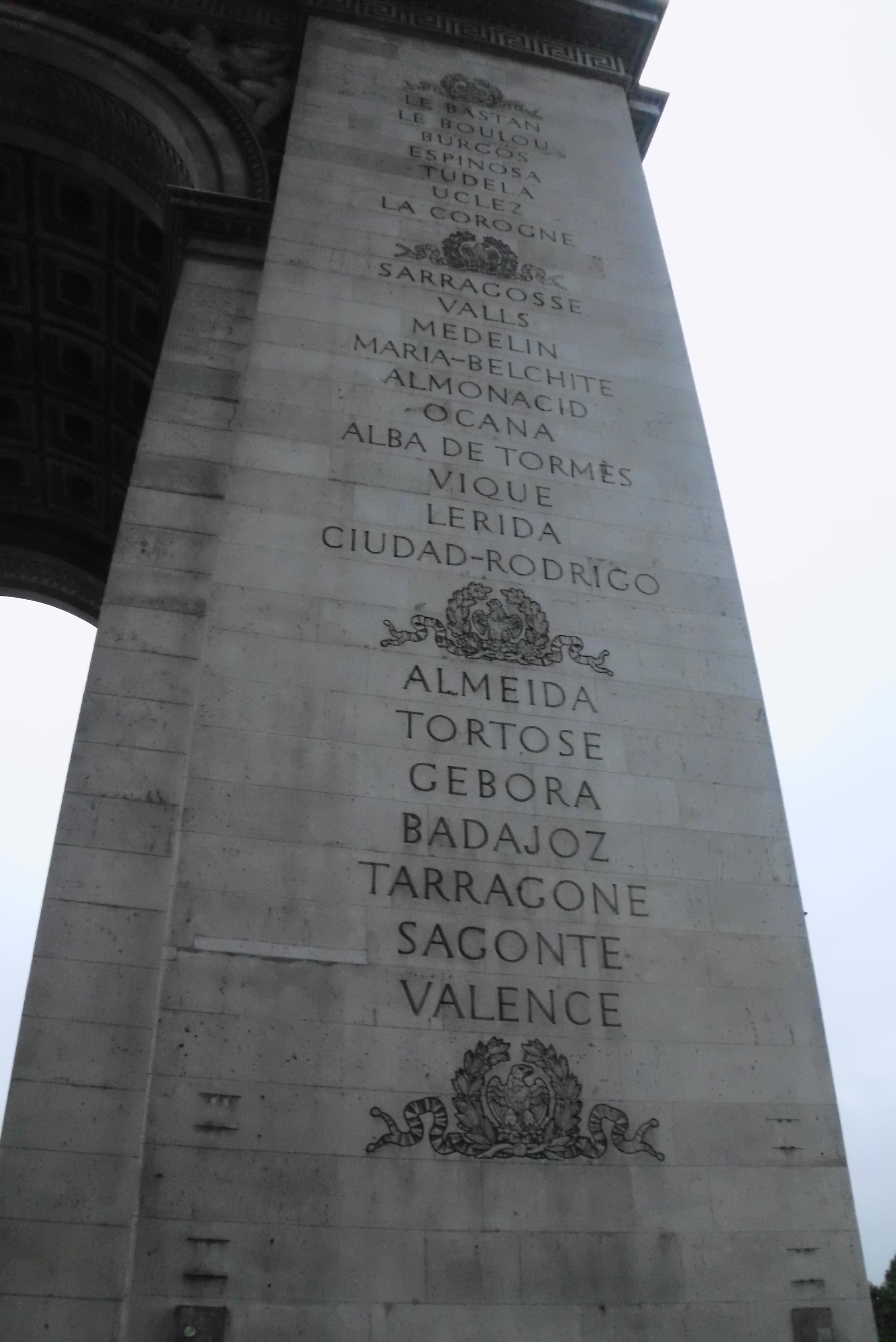
Pilar oeste

|  | Pilar norte  |  | Pilar leste |  | Pilar sul     |  | Pilar oeste    |  |
|  | ------------ |  | ----------- |  | ------------- |  | -------------- |  |
|  | •            |  | •           |  | •             |  | •              |  |
|  | LILLE        |  | WERTINGEN   |  | LOANO         |  | LE BASTAN      |  |
|  | HONDSCHOOTTE |  | GUNTZBOURG  |  | MILLESIMO     |  | LE BOULOU      |  |
|  | WATTIGNIES   |  | ELCHINGEN   |  | DEGO          |  | BURGOS         |  |
|  | ARLON        |  | DIERNSTEIN  |  | MONDOVI       |  | ESPINOSA       |  |
|  | COURTRAI     |  | HOLLABRUNN  |  | ROVEREDO      |  | TUDELA         |  |
|  | TOURCOING    |  | SAALFELD    |  | BASSANO       |  | UCLEZ          |  |
|  | WEISSEMBOURG |  | HALLE       |  | ST GEORGES    |  | LA COROGNE     |  |
|  | •            |  | •           |  | •             |  | •              |  |
|  | MAESTRICHT   |  | PRENTZLOW   |  | MANTOUE       |  | SARRAGOSSE     |  |
|  | ALDENHOVEN   |  | LUBECK      |  | TAGLIAMENTO   |  | VALLS          |  |
|  | LANDAU       |  | PULTUSK     |  | SEDIMAN       |  | MEDELLIN       |  |
|  | NEUWIED      |  | EYLAU       |  | MONT THABOR   |  | MARIA-BELCHITE |  |
|  | RASTADT      |  | OSTROLENKA  |  | CHEBREISSE    |  | ALMONACID      |  |
|  | ETLINGEN     |  | DANTZIG     |  | BASSIGNANO    |  | OCANA          |  |
|  | NERESHEIM    |  | HEILSBERG   |  | SAN GIULIANO  |  | ALBA DE TORMÈS |  |
|  | BAMBERG      |  | LANDSHUT    |  | DIETIKON      |  | VIQUE          |  |
|  | AMBERG       |  | ECKMULH     |  | MUTTA THAL    |  | LERIDA         |  |
|  | FRIEDBERG    |  | RATISBONNE  |  | GENES         |  | CIUDAD⁠-⁠RODRIGO |  |
|  | •            |  | •           |  | •             |  | •              |  |
|  | BIBERACH     |  | RAAB        |  | LE VAR        |  | ALMEIDA        |  |
|  | ALTENKIRCHEN |  | MOHILEW     |  | MONTEBELLO    |  | TORTOSE        |  |
|  | SCHLIENGEN   |  | SMOLENSKO   |  | LE MINCIO     |  | GEBORA         |  |
|  | KEHL         |  | VALONTINA   |  | CALDIERO      |  | BADAJOZ        |  |
|  | ENGEN        |  | POLOTZK     |  | CASTEL FRANCO |  | TARRAGONE      |  |
|  | MOESKIRCH    |  | KRASNOÉ     |  | RAGUSE        |  | SAGONTE        |  |
|  | HOCHSTETT    |  | WURSCHEN    |  | GAETE         |  | VALENCE        |  |
|  | •            |  | •           |  | •             |  | •              |  |

## Pequenos arcos

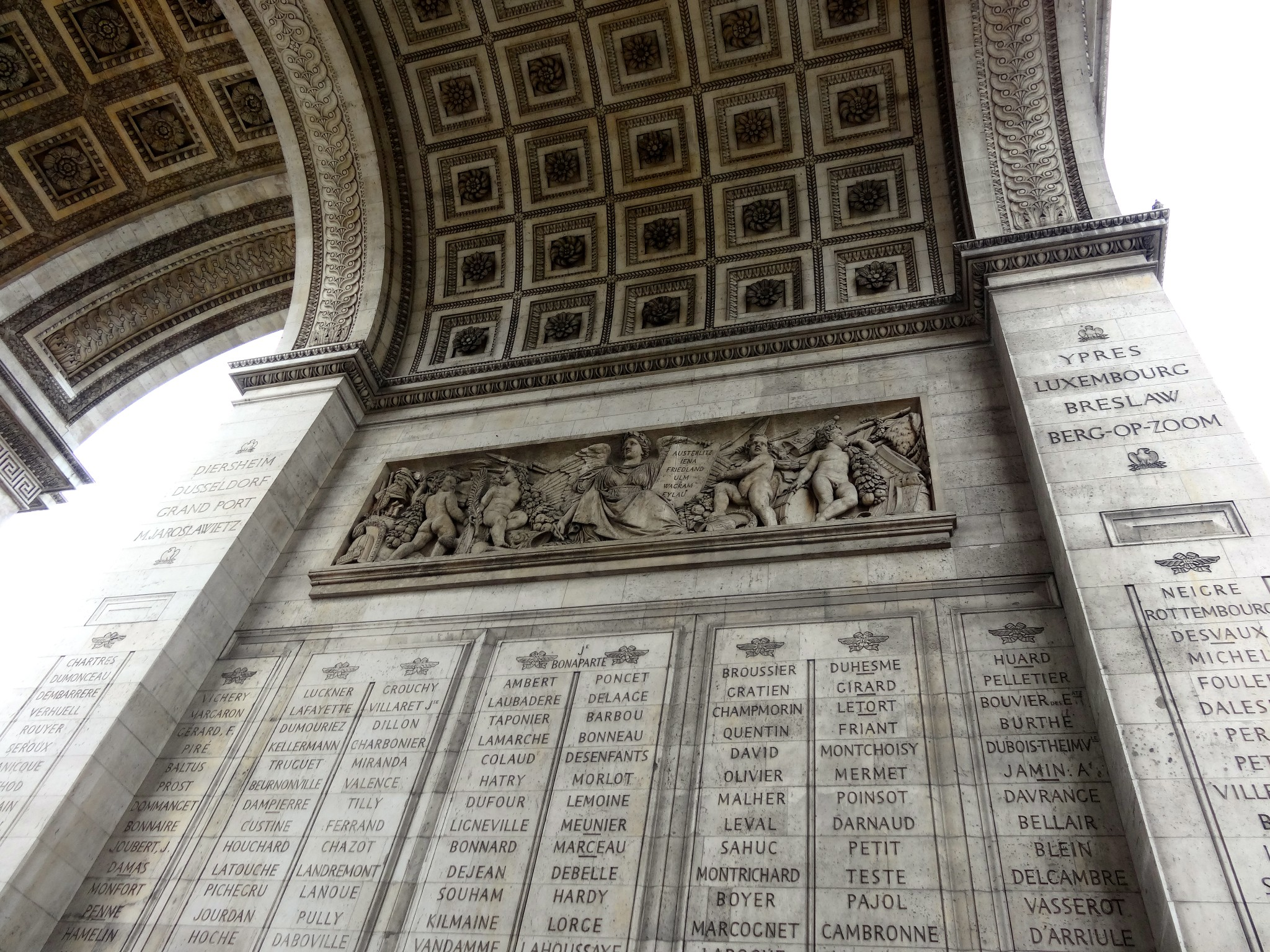
Pilar norte
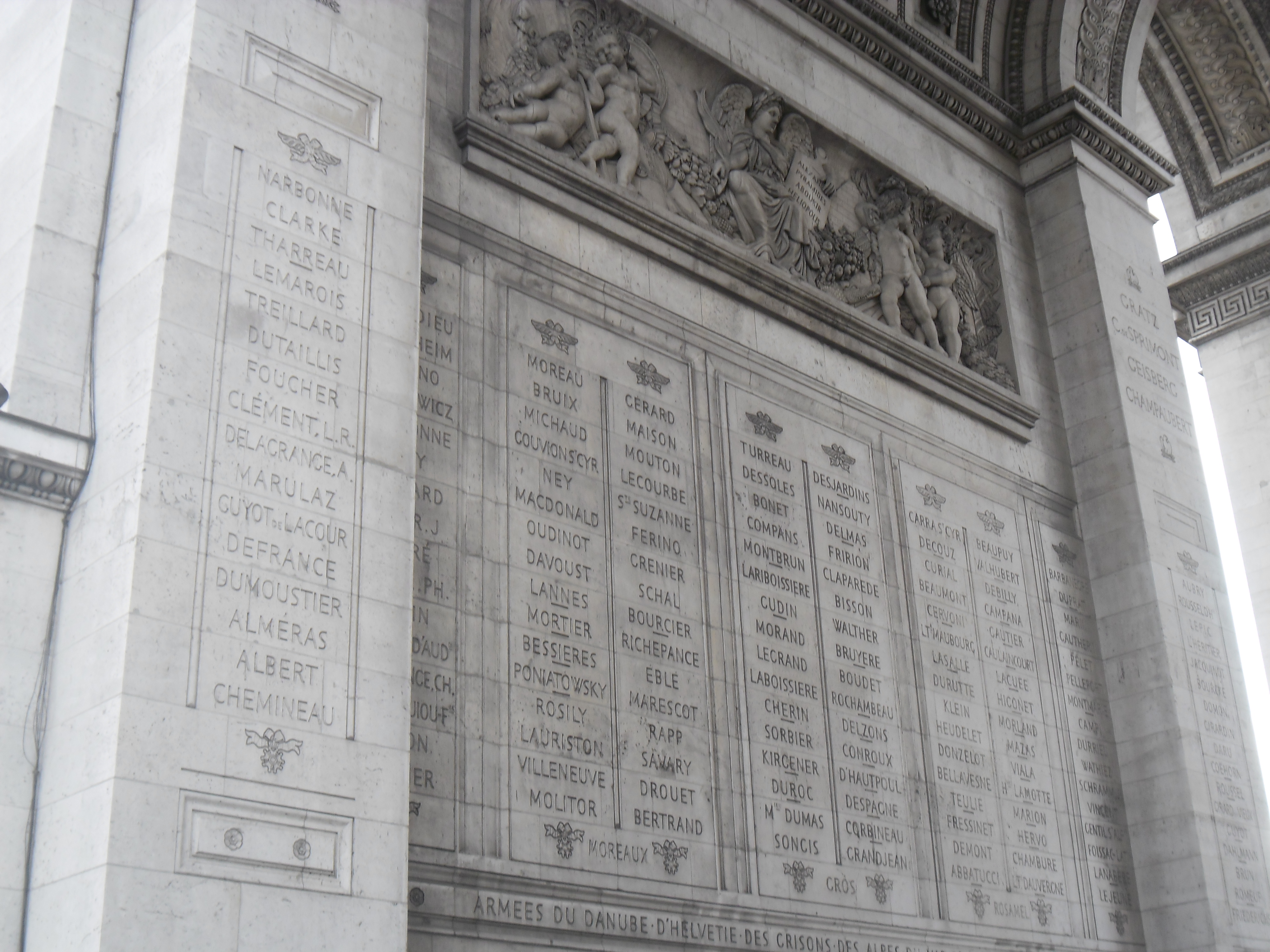
Pilar leste
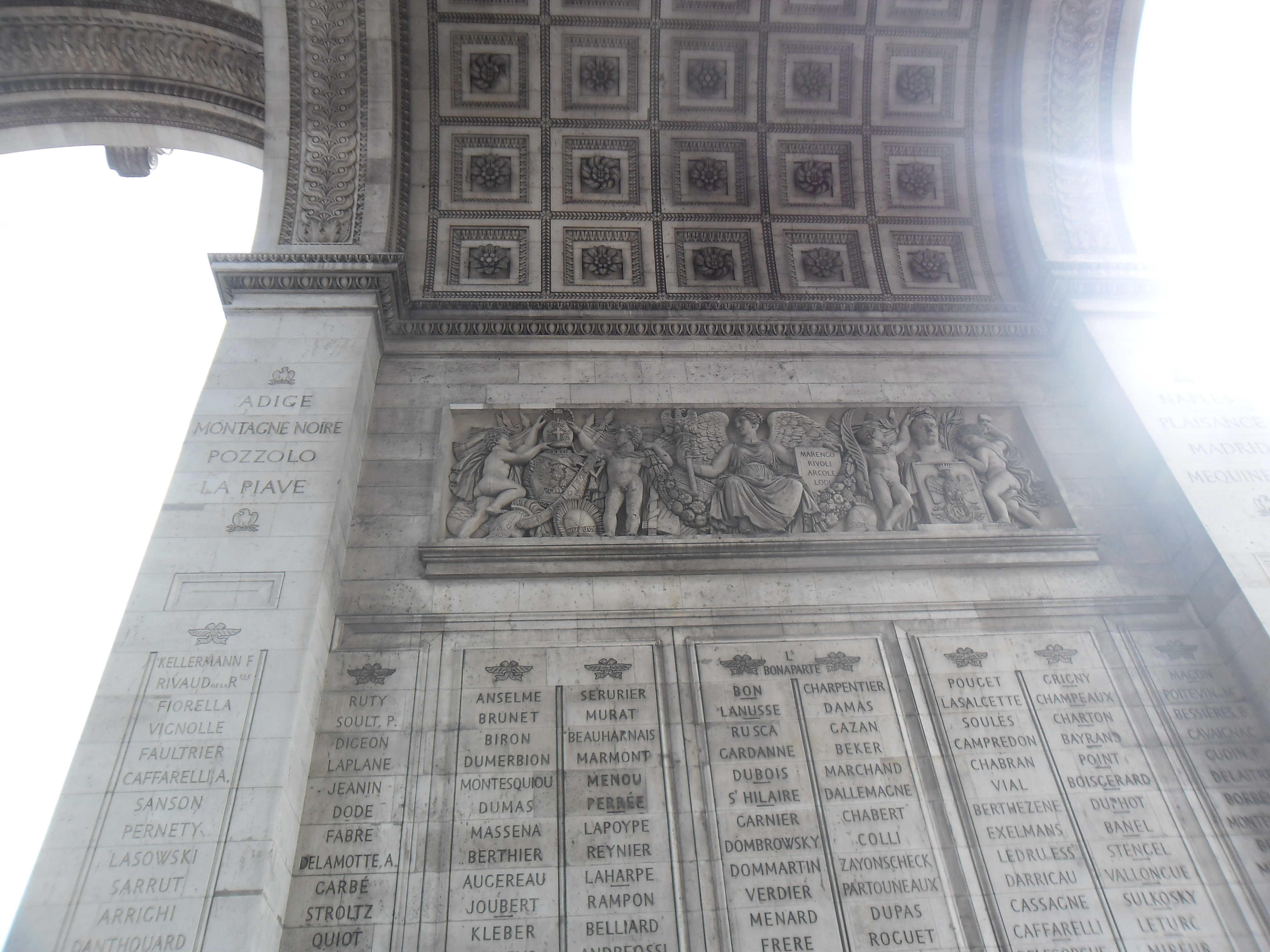
Pilar sul
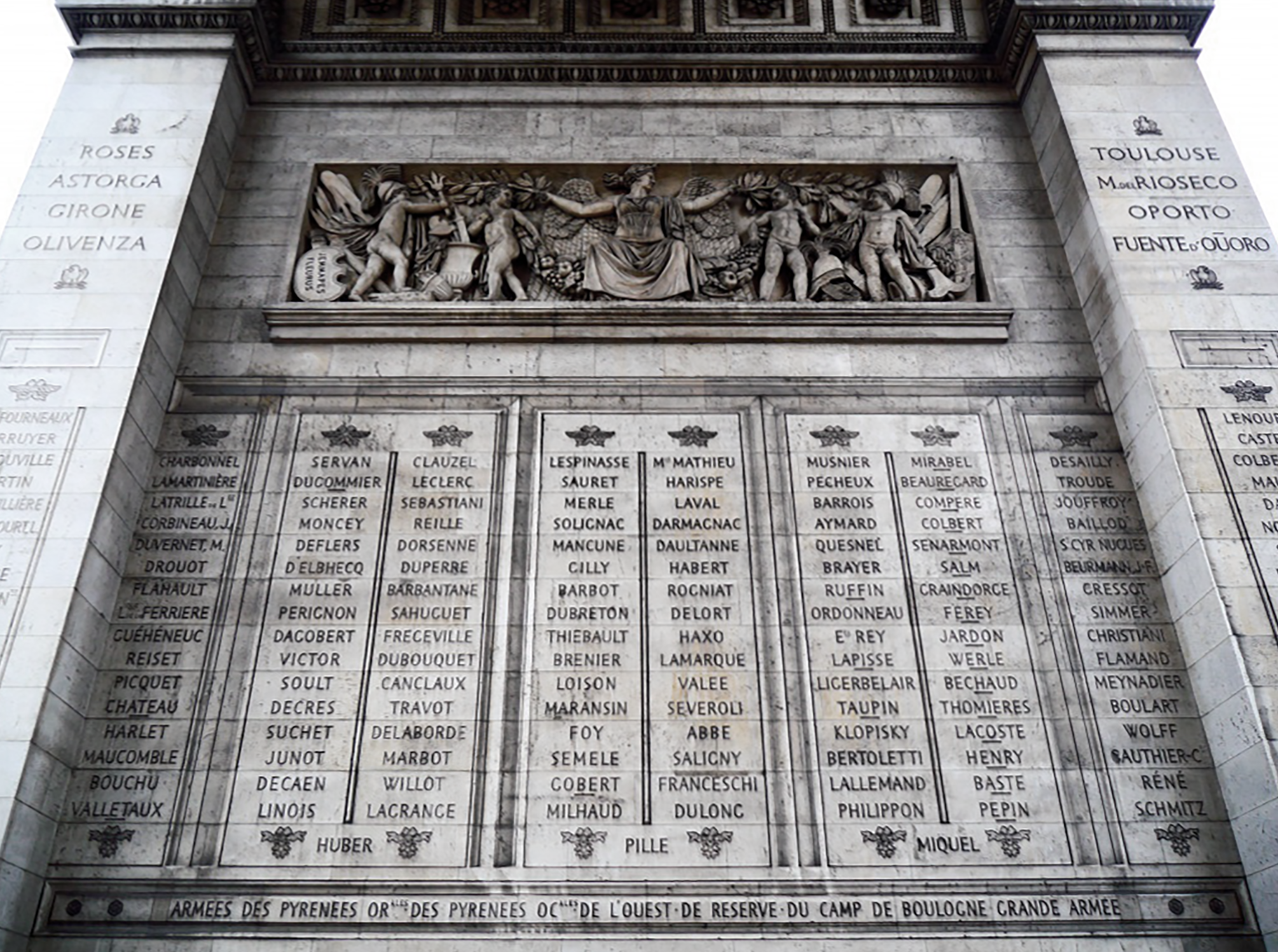
Pilar oeste

|  | Pilar norte     |  | Pilar leste     |  | Pilar sul       |  | Pilar oeste     |  |
|  | --------------- |  | --------------- |  | --------------- |  | --------------- |  |
|  | •               |  | •               |  | •               |  | •               |  |
|  | Coluna esquerda |  | Coluna esquerda |  | Coluna esquerda |  | Coluna esquerda |  |
|  | DIERSHEIM       |  | JAFFA           |  | ADIGE           |  | ROSES           |  |
|  | DUSSELDORF      |  | PESCHIERA       |  | MONTAGNE NOIRE  |  | ASTORGA         |  |
|  | GRAND PORT      |  | CAIRE           |  | POZZOLO         |  | GIRONE          |  |
|  | M.JAROSLAWIETZ  |  | CAPRÉE          |  | LA PIAVE        |  | OLIVENZA        |  |
|  | •               |  | •               |  | •               |  | •               |  |
|  | Coluna direita  |  | Coluna direita  |  | Coluna direita  |  | Coluna direita  |  |
|  | YPRES           |  | GRATZ           |  | NAPLES          |  | TOULOUSE        |  |
|  | LUXEMBOURG      |  | C. DE SPRIMONT  |  | PLAISANCE       |  | M. DEL RIOSECO  |  |
|  | BRESLAW         |  | GEISBERG        |  | MADRID          |  | OPORTO          |  |
|  | BERG⁠-⁠OP⁠-⁠ZOOM    |  | CHAMPAUBERT     |  | MEQUINENZA      |  | FUENTE D'OŨORO  |  |
|  | •               |  | •               |  | •               |  | •               |  |

## Ático

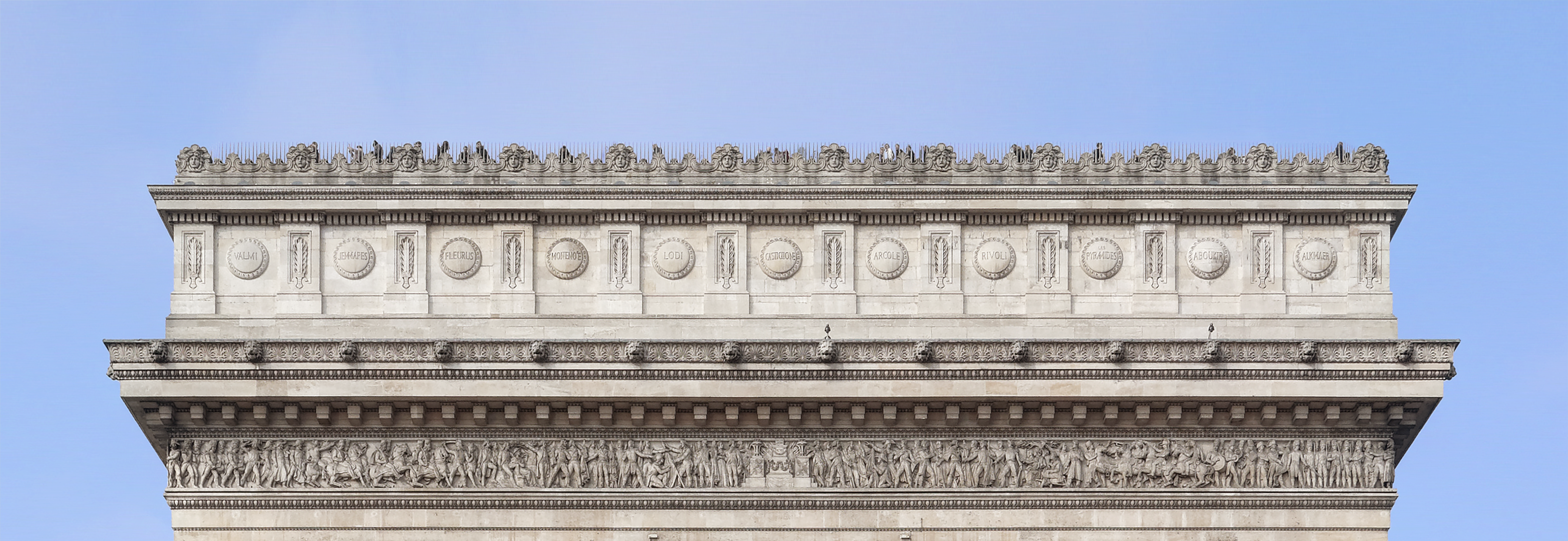
Avenue des Champs-Élysées
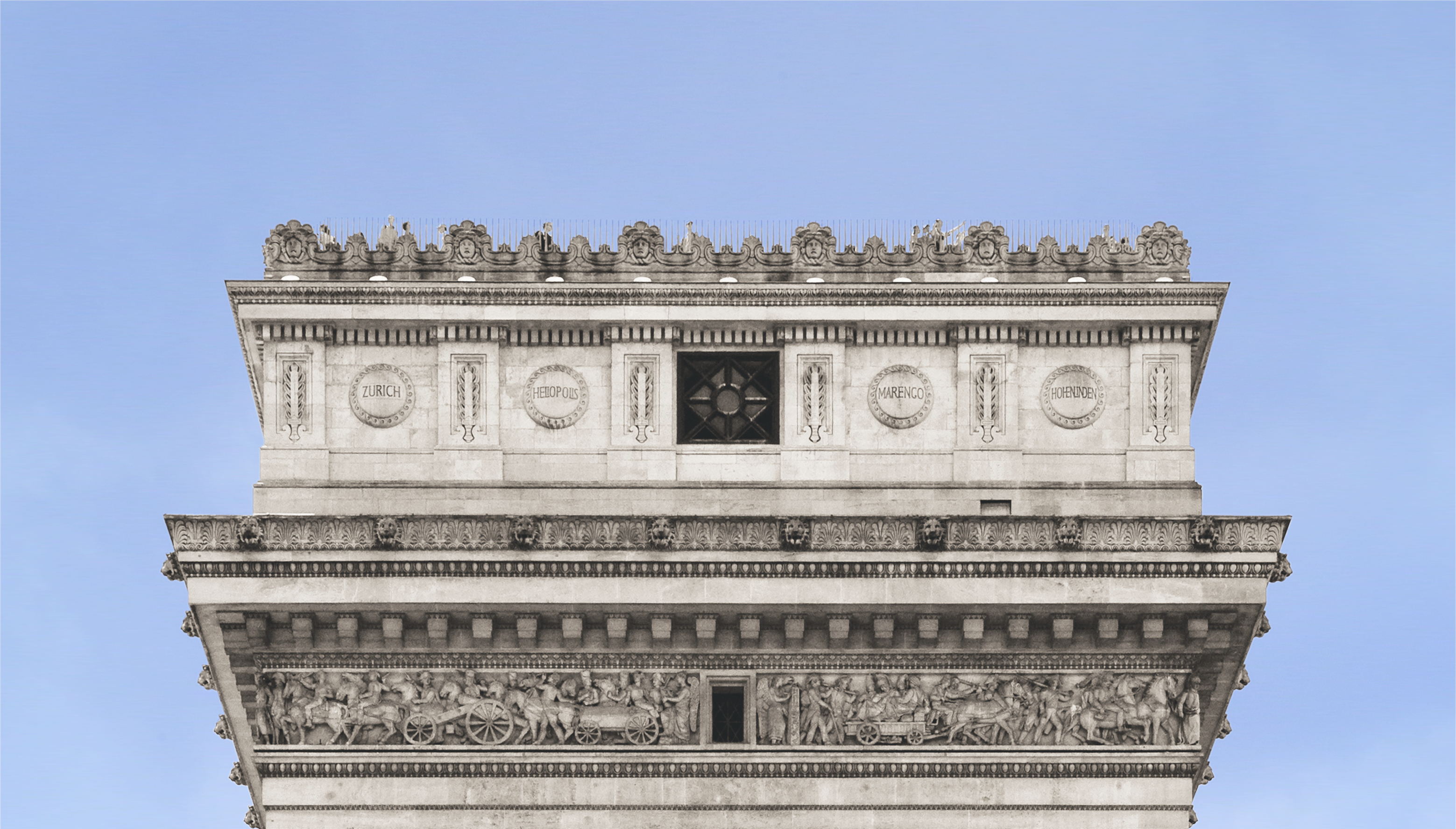
Avenue de Wagram
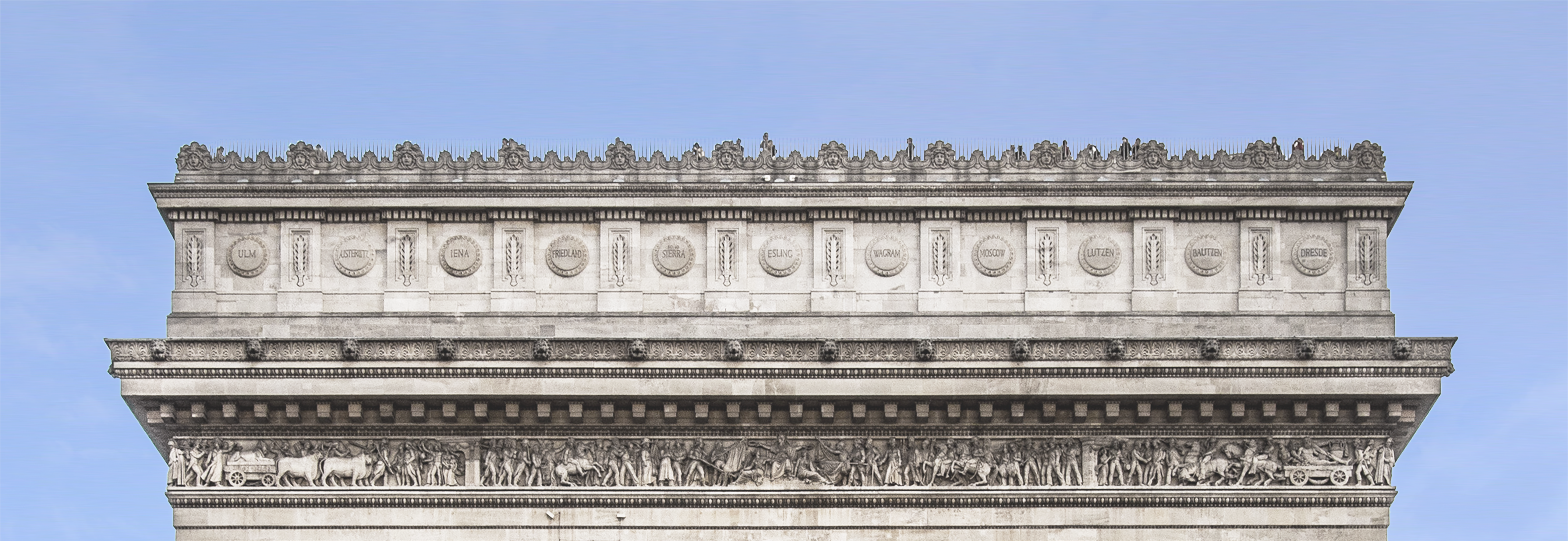
Avenue de la Grande Armée
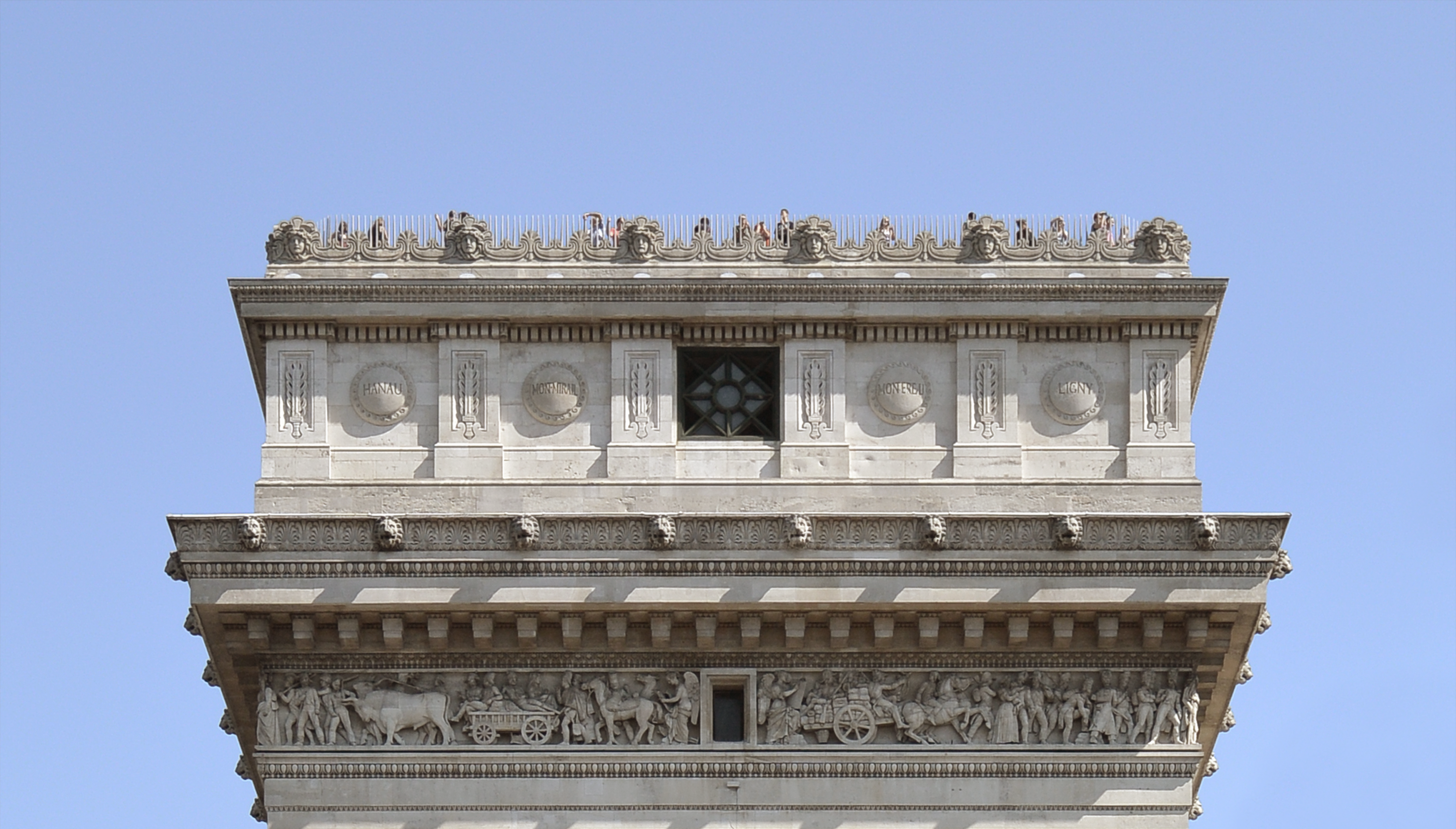
Avenue Kléber

|  | Avenue des Champs⁠-⁠Élysées |  |
|  | --- |  |
|  | VALMY ・ JEMMAPES ・ FLEURUS ・ MONTENOTTE ・ LODI ・ CASTIGLIONE ・ ARCOLE ・ RIVOLI ・ LES PYRAMIDES ・ ABOUKIR ・ ALKMAER |  |
|  | • |  |
|  | Avenue de Wagram |  |
|  | ZURICH ・ HELIOPOLIS ・ MARENGO ・ HOHENLINDEN                                                                               |  |
|  | • |  |
|  | Avenue de la Grande Armée |  |
|  | ULM ・ AUSTERLITZ ・ IENA ・ FRIEDLAND ・ SOMO SIERRA ・ ESLING ・ WAGRAM ・ MOSKOWA ・ LUTZEN ・ BAUTZEN ・ DRESDE          |  |
|  | • |  |
|  | Avenue Kléber |  |
|  | HANAU ・ MONTMIRAIL ・ MONTEREAU ・ LIGNY                                                                                    |  |
|  | • |  |